# يورغن مو
يورغن إنجبريتسن مو (بالنرويجية: Jørgen Engebretsen Moe) (22 أبريل 1813 – 27 مارس 1882) هو كاتب فولكلور وأسقُف وشاعر من النرويج. اشتهر بكتابة الأساطير الشعبية النرويجية (Norske Folkeeventyr) بالتعاون مع بيتر أسبيورنسن. كما شغل منصب مطران أبرشية كريستيانساند من عام 1874 وحتى وفاته عام 1882.

## تأثيره في الثقافة النرويجية
بدءاً من عام 1841 وفي كل صيف تقريباً كان مو يسافر في أنحاء الأجزاء الجنوبية من النرويج لجمع التقاليد والحكايات الخيالية من سكان المناطق الجبلية.
كان ليورغن مو تأثيراً هائلاً على الثقافة والهويّة النرويجية - جنباً إلى جنب مع بيتر أسبيورنسن. حيث لم يقوما فقط بجمع وتأمين أجزاء من ثروة الحكايات الشعبية النرويجية وتحريرها للقُرّاء والعامة، ولكنهما ساهما بذلك أيضاً في تطوير اللغة النرويجية.
وتُعَد شخصية أسكيلادن (Askeladden) التي تناولتها حكايات مو وأسبيورنسن علامة مميزة في الثقافة النرويجية. وأسكيلادن هو صبي يتميّز بالذكاء والدهاء وحُسن التصرُّف، ودائماً ما يفوز بالأميرة ونصف المملكة في نهاية القصة.
يضم متحف رينغريكه بمدينة هونفوس العديد من التذكارات والمتعلَّقات الخاصة بكل من مو وأسبيورنسن.

## معرض صور

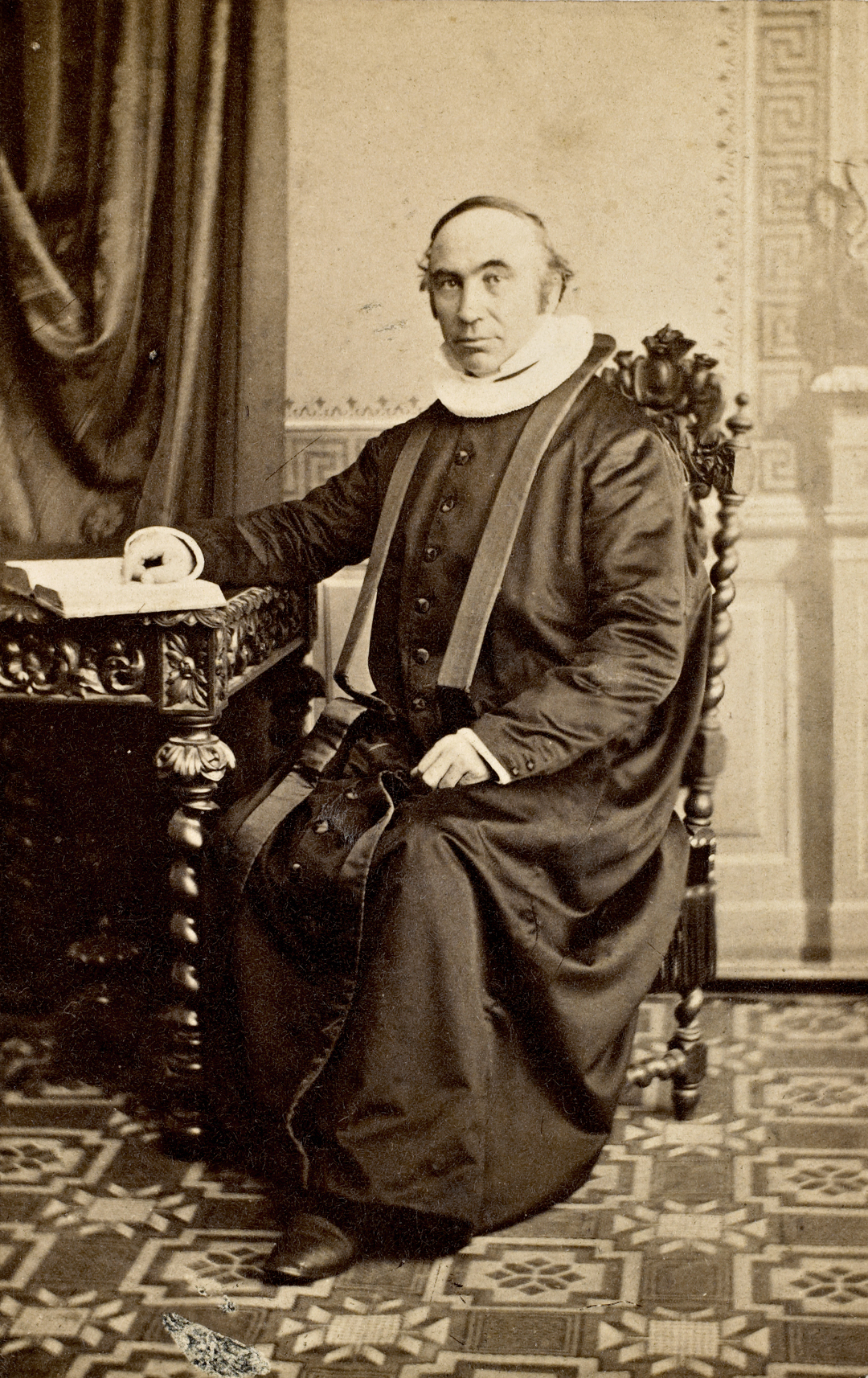
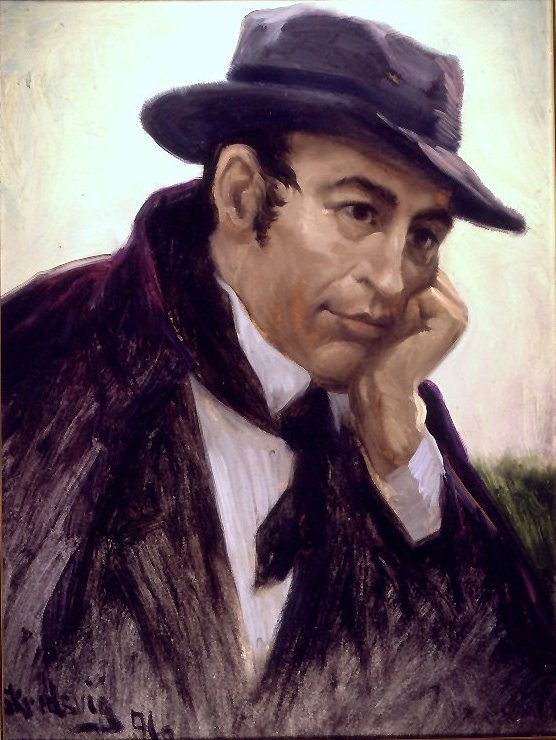

## وصلات خارجية
- يورغن مو على موقع الموسوعة البريطانية (الإنجليزية)
- يورغن مو على موقع ميوزك برينز (الإنجليزية)
- يورغن مو على موقع ديسكوغز (الإنجليزية)
- مؤلفات يورغن مو في مشروع غوتنبرغ
- أعمال أو نبذة عن يورغن مو على أرشيف الإنترنت
- أعمال يورغن مو في ليبري فوكس
- Norske Folkeeventyr: Popular Tales From the Norse (translated by George Webbe Dasent, Edinburgh: David Douglass, 1888)
- كتب رقمية ومخطوطات من تأليف يورغن مو في مكتبة النرويج الوطنية